# Бузок перський
Бузок перський (Syringa x persica) — чагарникова рослина, вид роду бузок (Syringa) родини маслинові (Oleaceae). Виведена шляхом схрещування бузку афганського (Syringa afghanica) з бузком кінчастим (Syringa laciniata).

## Ботанічний опис
Бузок перський — це кущ середньою висотою від одного до двох метрів із сильно розгалуженими гілками. Молоді гілки дуже слабо запушені. Більш дорослі гілки сірого або коричневого кольору, з сочевичками, пониклі, тонкі.
Листя папероподібне або шкірясте, гладке, цілісне, довжиною 2–4 см. Листочки не роздільні, ланцетоподібної, широко-ланцетоподібної або вузько-овальної форми, до 1 см у ширину, що звужуються до основи, загострені вгорі, гострі.
Суцвіття багатоквіткове, розвивається із верхніх бічних бруньок, довжиною 5–10 см і шириною 5–7,5 см, яйцеподібної форми, розгалужене з тонкими осями. Бічні суцвіття коротші, ніж гілки. Квітки біло-бузкового або білого кольору, запашні. Чашечка довжиною близько 2 мм, при плодах глибоко розірвана на дві частини. Частинки чашечки широко трикутні. Трубка віночка циліндричної або слабко-воронкоподібної форми, довжиною близько 1 см, частинки віночка широко-овальної або овально-ланцетоподібної форми, гоструваті на верхівці.
Плід — чотиригранна коробочка, з дуже вузькими крильцями в кутах, довжиною до 1 сантиметра та діаметром 0,3 сантиметра, темно-руда, у верхній частині притуплена або іноді гостра. Цвітіння перського бузку починається в травні й триває аж до червня місяць. Плодоносить у липні-серпні.

## Екологія та поширення
Перський бузок інтродукований в 1640 році. Вид посухостійкий та морозостійкий. Використовується в поодиноких, групових і складних насадженнях, а також в якості живоплотів.
У дикій природі не виростає.

## Класифікація
Вид перського бузку (Syringa persica) входить в рід Бузок (Syringa) родини Маслинові (Oleaceae).
|  |                 |  |                      |                         |                   |  | ще 45 порядків покритонасінних (згідно Системі APG II) | ще 45 порядків покритонасінних (згідно Системі APG II) |                                      |  |  |  | ще 24 роди          | ще 24 роди         |  |  |
|  |                 |  |                      |                         |                   |  | ще 45 порядків покритонасінних (згідно Системі APG II) | ще 45 порядків покритонасінних (згідно Системі APG II) |                                      |  |  |  | ще 24 роди          | ще 24 роди         |  |  |
|  |                 |  |                      | відділ Квіткові рослини |                   |  |                                                        |                                                        | родина Маслинові                     |  |  |  |                     | вид Бузок перський |  |  |
|  |                 |  |                      | відділ Квіткові рослини |                   |  |                                                        |                                                        | родина Маслинові                     |  |  |  |                     | вид Бузок перський |  |  |
|  | царство Рослини |  |                      |                         | порядок Губоцвіті |  |                                                        |                                                        | рід Бузок                            |  |  |  |                     |                    |  |  |
|  | царство Рослини |  |                      |                         |                   |  |                                                        |                                                        |                                      |  |  |  |                     |                    |  |  |
|  |                 |  | ще близько 21 відділ | ще близько 21 відділ    |                   |  |                                                        | ще 21 родина (згідно Системі APG II)                   | ще 21 родина (згідно Системі APG II) |  |  |  | ще близько 10 видів |                    |  |  |
|  |                 |  |                      | ще близько 21 відділ    |                   |  |                                                        |                                                        | ще 21 родина (згідно Системі APG II) |  |  |  |                     |                    |  |  |